# مديرية حديبو

تعديل مصدري - تعديل

مديرية حديبو إحدى مديريات محافظة أرخبيل سقطرى في جنوب اليمن، وهي تقع في شرق الجزيرة وفيها مدينة حديبو عاصمة الجزيرة. بلغ عدد سكانها 34011 نسمة عام 2004.

## تاريخ
كانت المديرية تتبع محافظة حضرموت حتى ديسمبر 2013 عندما صدر قرار بإستحداث محافظة أرخبيل سقطرى.

## التقسيم الإداري
| المدينة/العزلة | الحارة/القرية | الذكور | الإناث | المجموع |
| -------------- | ------------- | ------ | ------ | ------- |
| مدينة حديبو    |               |        |        |         |
|                |               |        |        |         |
|                |               |        |        |         |